# Zdeněk Rodr
Zdeněk Rodr (* 4. března 1937) byl český politik Zemědělské strany, poslanec Sněmovny národů Federálního shromáždění po sametové revoluci, v 90. letech člen kolegia Nejvyššího kontrolního úřadu.

## Biografie
Po sametové revoluci se politicky angažoval v Zemědělské straně. Ve volbách roku 1992 byl zvolen do české části Sněmovny národů (volební obvod Východočeský kraj), kam kandidoval za formaci Liberálně sociální unie, do níž Zemědělská strana přistoupila. Ve Federálním shromáždění setrval do zániku Československa v prosinci 1992. Koncem roku 1992 patřil mezi několik poslanců za LSU, kteří podpořili ústavní zákon o rozpadu ČSFR.
V 90. letech se uvádí jako člen představenstva společnosti CHOVSERVIS a.s. Bytem se uvádí v Hořicích v Podkrkonoší.
V roce 1993 ho Lubomír Voleník, prezident nově ustaveného Nejvyššího kontrolního úřadu, zahrnul mezi své kandidáty do vedení tohoto úřadu. Návrh zdůvodnil tím, že Rodr je „velice rozumný člověk, komunikativní člověk a člověk, který celý život pracoval v zemědělství a prošel skutečně nejrůznějšími odvětvími, respektive obory, které v této oblasti jsou zahrnuty“. Poznal se s ním během výkonu poslaneckého mandátu ve Federálním shromáždění. Pak skutečně působil v letech 1993–2002 v kolegiu NKÚ.